# Dead New World
Dead New World es el quinto álbum de estudio de la banda estadounidense de heavy metal Ill Niño, publicado el 25 de octubre de 2010 a través de Victory Records.

## Historia
La producción del disco corrió a cargo de la misma banda, con la asistencia de  Clint Lowery (guitarrista de Sevendust) y Sahaj Ticotin, y mezclado por Eddie Wohl (36 Crazyfists, Anthrax, Smile Empty Soul). La portada es creación de Tim Butler de XIII Designs (Disturbed, Slipknot, Metallica, Slayer, Michael Jackson).

## Lista de canciones
| N.º | Título                                                           | Duración |  |
| 1.  | «God Is for the Dead»                                            | 2:54     |  |
| 2.  | «The Art of War»                                                 | 4:09     |  |
| 3.  | «Against the Wall»                                               | 3:27     |  |
| 4.  | «Mi Revolución»                                                  | 3:50     |  |
| 5.  | «Bleed Like You»                                                 | 3:15     |  |
| 6.  | «Serve the Grave»                                                | 3:20     |  |
| 7.  | «If You Were Me»                                                 | 3:41     |  |
| 8.  | «Ritual»                                                         | 4:33     |  |
| 9.  | «Killing You, Killing Me»                                        | 3:52     |  |
| 10. | «How Could I Believe»                                            | 4:11     |  |
| 11. | «Bullet with Butterfly Wings» (versión de The Smashing Pumpkins) | 4:27     |  |
| 12. | «Scarred»                                                        | 3:44     |  |

## Personal
- Cristian Machado: voz
- Diego Verduzco: guitarra rítmica
- Ahrue Luster: guitarra líder
- Lazaro Pina: bajo
- Dave Chavarri: batería
- Daniel Couto: percusión